# Lianeo Real Estate
Die Lianeo Real Estate GmbH ist eine Immobilienverwaltung mit etwa 2 Mrd. Assets under management (verwaltetem Vermögen) und ca. 2 Mio. m² betreuter Nutzfläche. Lianeo Real Estate GmbH ersetzte am 17. Januar 2019 die Vorgängerfirma Intown im Handelsregister.

## Geschichte und Struktur

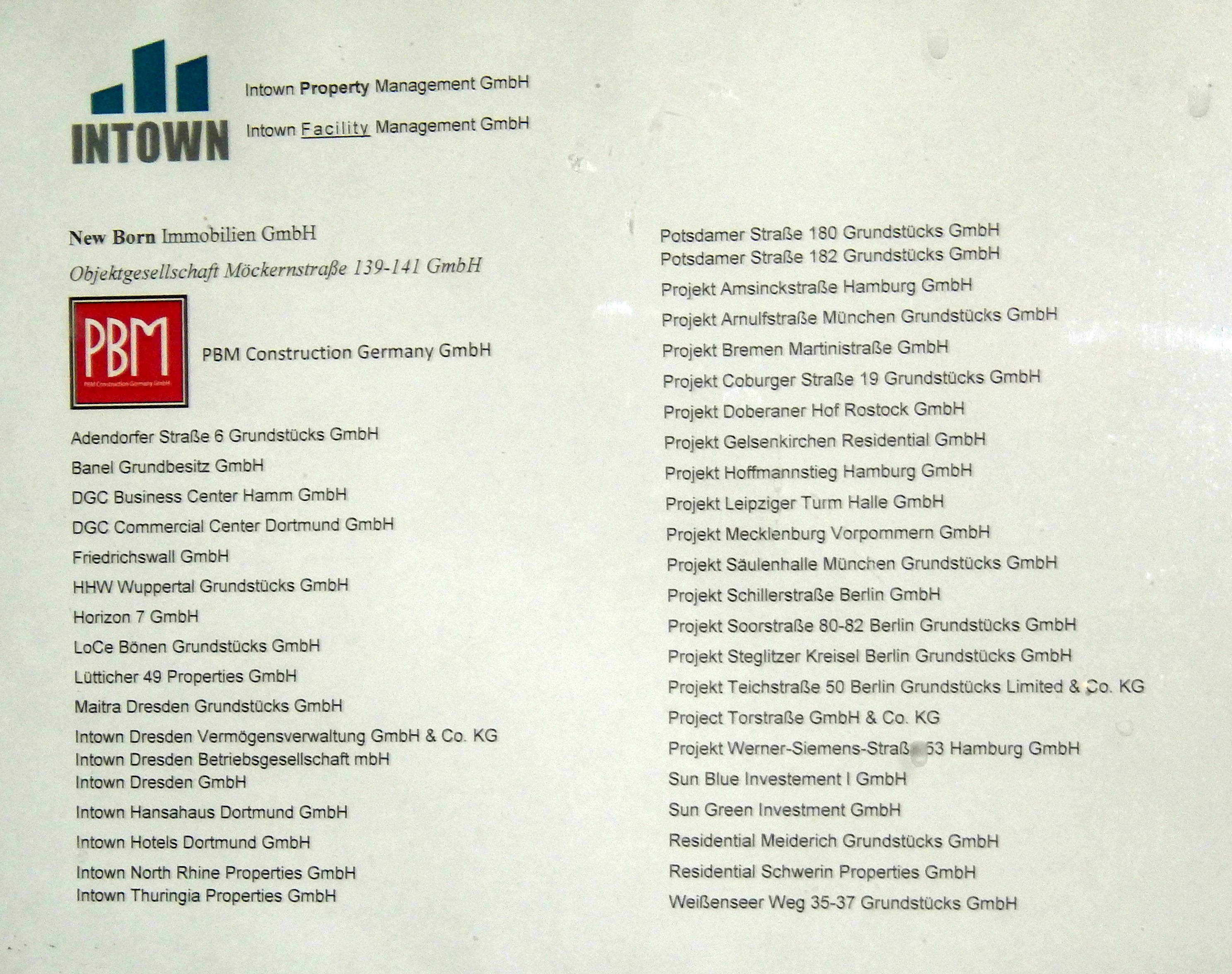
Zugehörige Unternehmen
Stand: November 2015

Die Intown Gruppe war eine in der Immobilienbranche tätige Unternehmensgruppe. Sie besaß oder verwaltete mehrere größere, meist gewerbliche Immobilien in Deutschland. Die einzelnen Immobilien standen größtenteils im Eigentum hierzu gegründeter Tochtergesellschaften mit, die Verwaltung übernahm jedoch die Muttergesellschaft Intown Property Management GmbH. In Deutschland besaß oder verwaltete die Intown Gruppe mit Stand vom Juni 2017 etwa 150 Einzelobjekte mit etwa 2,2 Millionen Quadratmetern Mietfläche. Anfang 2019 wurde die Geschäftstätigkeit der Intown Gruppe von der neugegründeten Lianeo Real Estate GmbH übernommen. 2019 waren „mehr als 130 Firmen“ unter diesem Firmennamen registriert, „in der Regel besitzen sie jeweils eine große oder mehrere kleinere Immobilien.“
Bundesweit bekannt wurde die Unternehmensgruppe auch, weil 2017 innerhalb von zweieinhalb Monaten zwei ihrer Immobilien mit insgesamt über 820 Bewohnern zwangsevakuiert wurden. Ihr Hochhaus in Wuppertal mit 72 Bewohnern wurde im Juni 2017 wegen mangelndem Brandschutz durch die Behörden geräumt. Knapp zwei Monate später wurde ihr Wohnkomplex „Hannibal“ im Dortmunder Stadtteil Dorstfeld am 16. September 2017 ebenfalls zwangsevakuiert. Mehr als 750 Bewohner mussten augenblicklich ihre Wohnungen verlassen und umziehen, weil Brandschutzauflagen nicht erfüllt worden waren.
Nach eigener Aussage war die Strategie des Unternehmens, Immobilien an gut gelegenen Standorten zu erwerben, die eine gute Perspektive in der Mietpreisentwicklung aufwiesen, sich in der Regel aber bei Übernahme in einem schlechten Zustand befanden.
Intown ist bzw. war seit 2005 in Deutschland aktiv. Mitgesellschafter der einzelnen Tochtergesellschaften waren zumeist Firmen in Zypern, als dahinter stehender Gesellschafter wurde oft der aus Israel stammende Unternehmer Amir Dayan genannt. Als Geschäftsführerin der Intown Property Management GmbH firmierte Frau Efrat Abuav. Danach folgten Mirko Schwerdtner, Christian Gau, Sven Scharke und Sascha Hettrich. Intowns Nachfolgefirma Lianeo Real Estate GmbH wurde am 17. Januar 2019 in das Handelsregister eingetragen.
Laut Hettrich investierte die Intown Gruppe in Deutschland seit 2005 in Immobilien und hatte noch nie ein Gebäude aus seinem Bestand verkauft (Stand 6/2017). Die zur Unternehmensgruppe gehörenden Tochtergesellschaften beschäftigten etwa 170 Mitarbeiter in Berlin und rund 300 in Europa.

### Zwangsräumung des Hochhauses auf der Hilgershöhe in Wuppertal 2017
2013 übernahm die Intown Gruppe ein Hochhaus in Wuppertal. Nach dem katastrophalen Hochhausbrand in London, bei dem Anfang Juli 2017 79 Menschen umgekommen waren, bewerteten die Feuerwehren im gesamten Bundesgebiet bei Großwohnkomplexen den Brandschutz, besonders die möglichen Gefahren durch Außenverkleidungen neu.
Bei dem Wuppertaler Hochhaus bestand die Außenverkleidung aus Kunststoff und einer Unterkonstruktion aus Holz. Rettungswege führten entlang der Fassade, eine Brandmeldeanlage gab es nicht. Bereits 2010 hatten die Behörden bei dem Objekt bei einer Brandschau schwere Mängel festgestellt, jedoch wechselte mehrmals der Besitzer und die die Auflagen wurden bis zuletzt nicht erfüllt. Am 27. Juni 2017 ließ die Stadt Wuppertal wegen der akuten Mängel das gesamte Gebäude räumen, versiegelte es und brachte die Bewohner in anderen Wohnungen unter. Es war der erste Fall in der Bundesrepublik, dass zu dieser Maßnahme gegriffen wurde.
Die Intown Gruppe kündigte an, die Sicherheitsmängel schnell zu beseitigen und äußerte ihr Unverständnis über die plötzliche Räumung. Sie dementierte Aussagen der städtischen Gutachten. Rund einen Monat später ist die Fassade von der Intown Gruppe teilweise entfernt worden und weitere Mängel wurden beseitigt, sodass die Bewohner wieder einziehen konnten. Das Gebäude wurde anschließend umfangreich saniert.

### Zwangsräumung der Wohnanlage „Hannibal II“ 2017
Nach der Insolvenz der Betreibergesellschaft stand die Hochhauswohnanlage Hannibal in Dortmund-Dorstfeld mehrere Jahre unter Zwangsverwaltung. 2011 kaufte die Firma Lütticher 49 Properties GmbH aus der Zwangsversteigerung heraus die Anlage für 7 Millionen Euro. Der große Komplex galt als sanierungsbedürftig. Die Firma hat ihren Sitz auf Zypern und wird von Beobachtern als mit der Intown Group verbunden angesehen. In beiden Firmen ist Efrat Abuav als Geschäftsführerin eingetragen. In dem Wohnkomplex befinden sich rund 420 Wohnungen. Bei einer Begehung im Sommer 2017 wurde durch Zufall entdeckt, dass in der gesamten Anlage dutzende Schächte zur Belüftung und Kabelführung vorhanden sind, die oben und unten offen sind und somit im Brandfall Rauch in weite Teile des Gebäudes leiten würden. Daraufhin ließ die Stadt die gesamte Anlage am 21. September 2017 zwangsräumen.
Intown kritisierte bereits am Tage der Räumung, diese sei nicht rechtens und unangemessen. Sie sei erst nach der Räumung über die „detaillierten Brandschutzbedenken“ (Sascha Hettrich) informiert worden. Schließlich hätte auf die genannten Mängel auch mit weniger schwerwiegenden Maßnahmen reagiert werden können, argumentierte das Unternehmen. Intown reichte beim Verwaltungsgericht Gelsenkirchen eine Klage gegen die Maßnahme ein.

## Immobilien

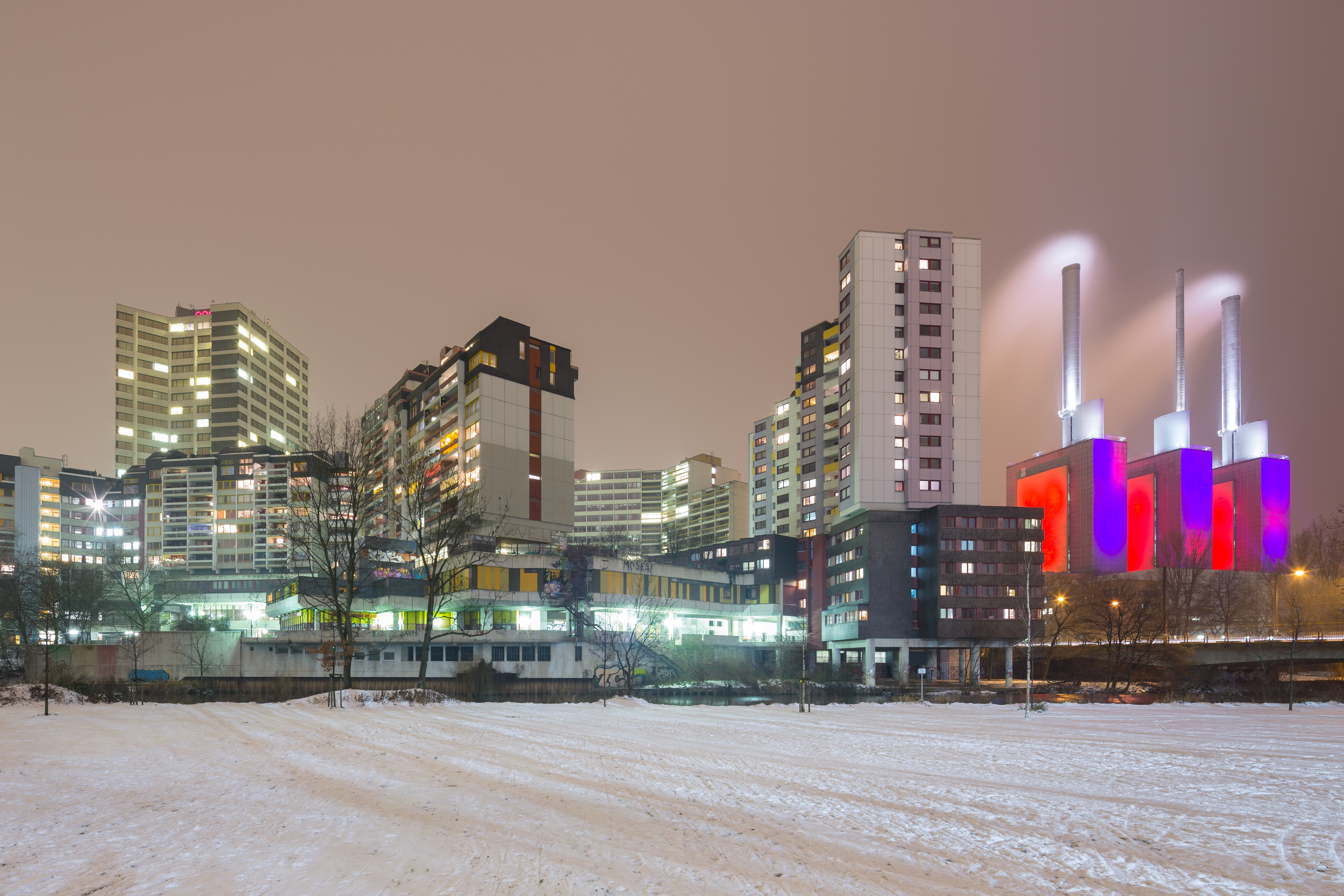
Ihme-Zentrum in Hannover, Nordostseite

### Aachen
- Aachen Arkaden (Einkaufszentrum): Das 2008 eröffnete Center mit einer Gesamtfläche von 27000 m² wurde im April 2017 von Intown übernommen. Laut Unternehmen wolle man das Center zu einem „Nahversorgungszentrum“ entwickeln und Investitionen tätigen.[29][30] Im Juni 2018 wurde über Leerstände berichtet.[31] Mit Netto, dm, Dänischem Bettenlager, H&M, hunkemöller, KODi und einem Alemannia-Aachen-Fan-Shop hatten in den Aachen Arkaden im Oktober 2019 noch sieben Geschäfte geöffnet.[32]

### Berlin
- Potsdamer Straße 180: Die Mieterhöhung durch die Intown Property Management GmbH und die Potsdamer Straße 180 Grundstücks GmbH führte zur Schließung des selbstverwalteten Jugendzentrums Drugstore, welches dort über 45 Jahre existierte.[33][34]
- Verwaltungsgebäude Potsdamer Straße 188–192 (ehemalige BVG-Hauptverwaltung)
- Bürogebäude Soorstraße 80–82 in Berlin-Westend

### Dortmund
- Westfalenforum (Einkaufszentrum): Das im Herbst 2013 erworbene[35] Westfalenforum in der Dortmund Innenstadt wurde in einem Zeitungsbericht auch als zur Aroundtown SA gehörig angegeben.[36]
- Alte Post (Büro- und Hotelgebäude) am Königswall im Zentrum von Dortmund. Dieses Objekt war sowohl auf der Intown-Internetseite (Stand April/Mai 2016) als auch im Halbjahresbericht 1. HJ 2016 der Aroundtown SA erwähnt.[37]

### Hannover
- Maritim Grand Hotel: Das 1965 erbaute Hotel am Friedrichswall gegenüber dem Rathaus in Hannover war zunächst als Hotel Intercontinental in Betrieb und wurde später von der Maritim Gruppe übernommen. Im Jahr 2014 wurde bekannt, dass es mit Wirkung Mitte 2015 von der Intown-Tochter Friedrichswall GmbH übernommen wird.[38] Der Hotelbetrieb endete zum Jahresende 2015.[39] Derzeit (Dezember 2016) wird es als Flüchtlingsunterkunft mit Kapazität für über 500 Personen genutzt.
- Mehrere Gebäude im Pelikanviertel: Mittels der Firma Aroundtown, welche auf Zypern registriert ist, wurden mindestens zwei Gewerbe-Objekte im Pelikanviertel gekauft. Nach Angaben der Neuen Presse sind die Besitzer von Aroundtown mit Amir Dayan „gut befreundet“.[40]

### Leipzig
- Hotel Astoria, wurde 1916 eröffnet und steht seit 1996 leer. Es wurde am 20. Mai 2016 an die Intown Gruppe verkauft.[41][42]

### Schwerin
- Dreescher Markt (Nahversorgungszentrum) mit 10.300 m² Fläche in Schwerin wurde am 15. September 2016 an die Intown Gruppe verkauft.[43]
- Mueßer Holz (Wohnblöcke): zum 1. März 2016 wurden 622 Wohnungen im Mueßer Holz an die Intown Wohnen Schwerin GmbH verkauft.[44] Laut NDR fiel in mehreren Wohnungen immer wieder der Strom und die Heizung aus.[45] Auch wenn die maroden Wohnungen nicht saniert wurden verweigerte das örtliche Sozialamt und die Agentur für Arbeit etlichen Mietern den Wegzug. Anfang Juli 2017 beschloss die Stadt Schwerin, das Jobcenter solle allen Mietern, die in einer unzumutbaren Wohnung lebten, nun schnell beim Umzug helfen.[46] Im September 2017 kündigte Intown an, die Blöcke ab Mitte 2018 sanieren zu lassen.[45]

### Weitere Immobilien (Auswahl)
- Wohnhochhaus in Wuppertal, das im Juni 2017 durch eine mehrwöchige Evakuierung wegen Brandschutzmängeln in die Schlagzeilen geriet.[47][48]
- Maritim Hafenhotel in Rheinsberg (Brandenburg)[49]
- Im Sommer 2012 kaufte die Adendorfer Straße 6 Grundstücks GmbH ein Wohnhaus mit 95 Wohnungen in Meckenheim bei Bonn.[50] Die Geschäftsführerin auch dieser Firma ist Efrat Abuav.[50]

### Ehemalige Immobilien
- Ihme-Zentrum in Hannover (Büro- und Einkaufszentrum): Am 25. Februar 2015 übernahm die Projekt Steglitzer Kreisel Berlin Grundstücks-GmbH über 80 % der Anteile am Ihme-Zentrum in Hannover.[51] Diese Gesellschaft wurde 2012 unter dem Namen „Sun Orange Investment GmbH“ gegründet. Seit dem 25. Januar 2015 hieß sie Projekt Steglitzer Kreisel Berlin Grundstücks-GmbH; an dem namensgebenden Bürohochhaus Steglitzer Kreisel in Berlin hält sie keine Anteile. Mit Wirkung vom 28. Februar 2017 wurde sie umbenannt in Projekt IZ Hannover GmbH.  Laut Intown-Geschäftsführer Sascha Hettich wurden die Gewerbeareale des Ihme-Zentrum bei einer Zwangsversteigerung für 16,5 Millionen Euro übernommen. Die Bruttomieteinnahmen pro Jahr betragen laut Hettich 4,5 Millionen Euro.[12] Die Projekt IZ Hannover GmbH wurde im Jahr 2019 an die Civitas Property Group S.A. verkauft, eine Tochter der Tennor (damals: Sapinda) Gesellschaft des Finanzinvestors Lars Windhorst.
- Wohnanlage Hannibal II. Der Gebäudekomplex Hannibal II wurde im Februar 2021 an Forte Capital veräußert, nachdem durch Lianeo Real Estate eine Baugenehmigung, die Grundlage für eine Reaktivierung des Gebäudes ist, erlangt worden war.
- Holiday Inn Dresden – Am Zwinger wurde bis Ende 2017 von der Intown Dresden Betriebsgesellschaft mbH betrieben[52] und ab 2018 von der InterContinental Hotels Group übernommen.[53]

### Immobilienbilder

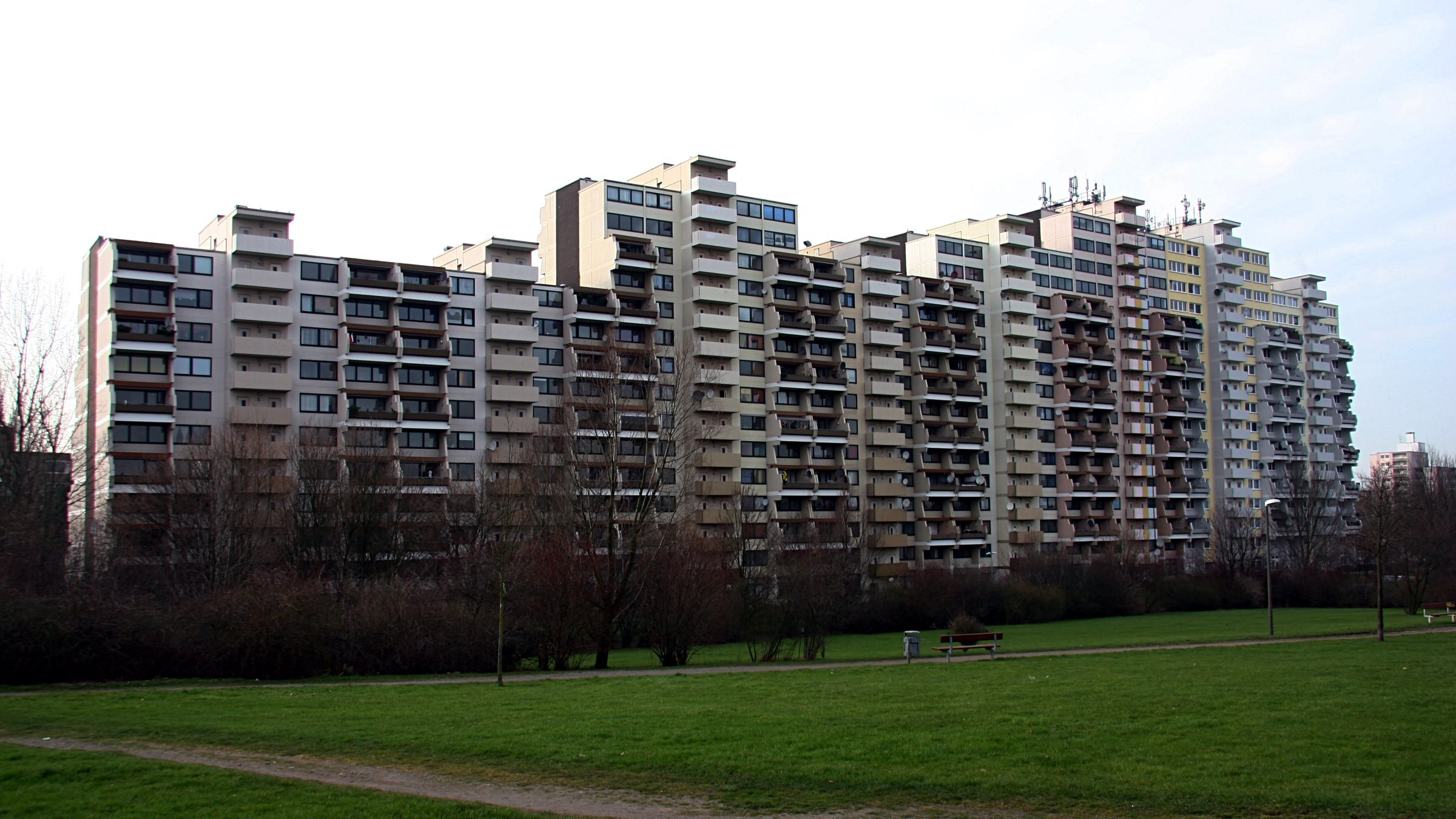
Wohnanlage Hannibal in Dortmund-Dorstfeld, Ostfassade, 2007
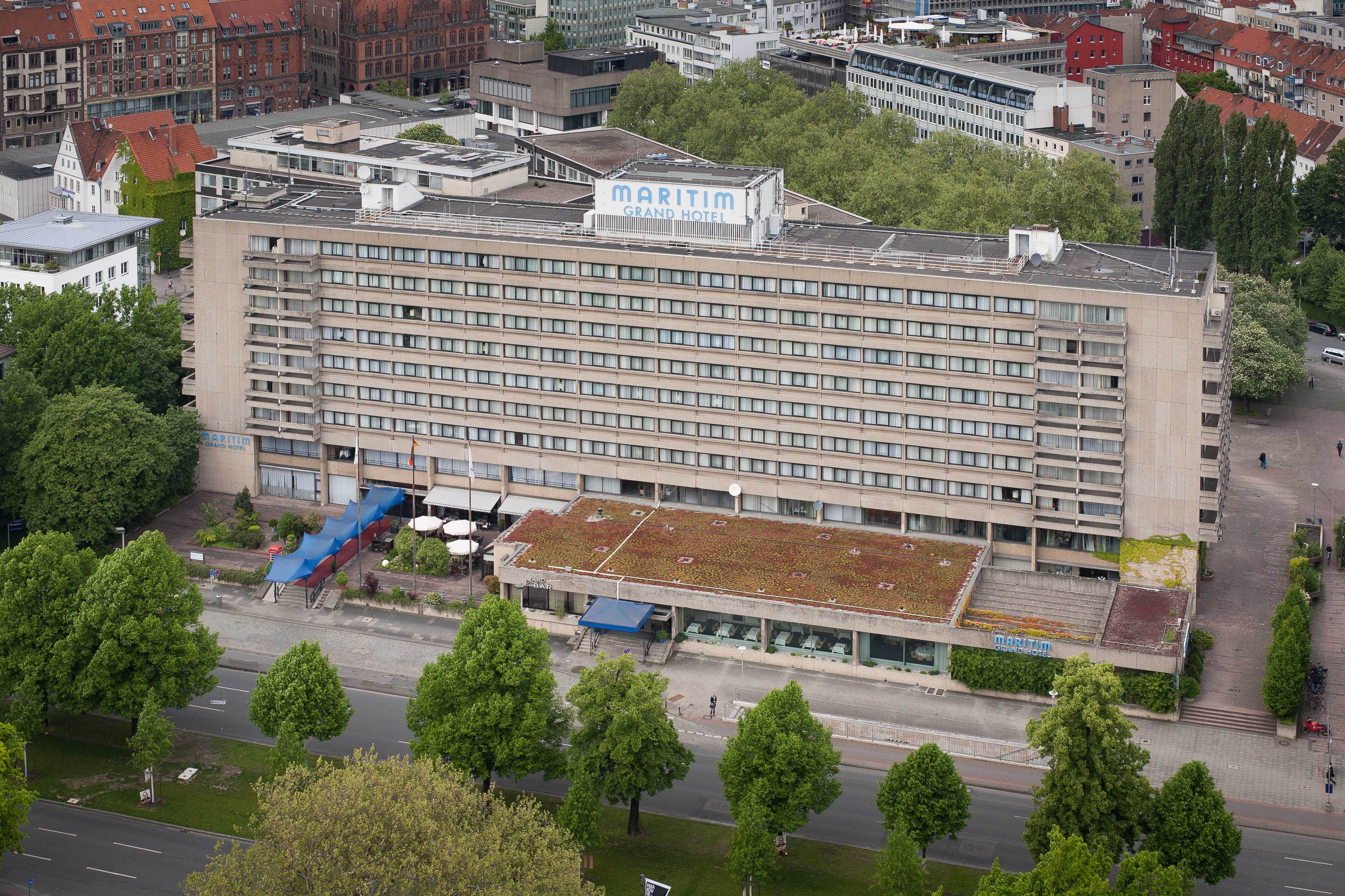
Das Maritim Grand Hotel, Friedrichswall, Hannover, 2014
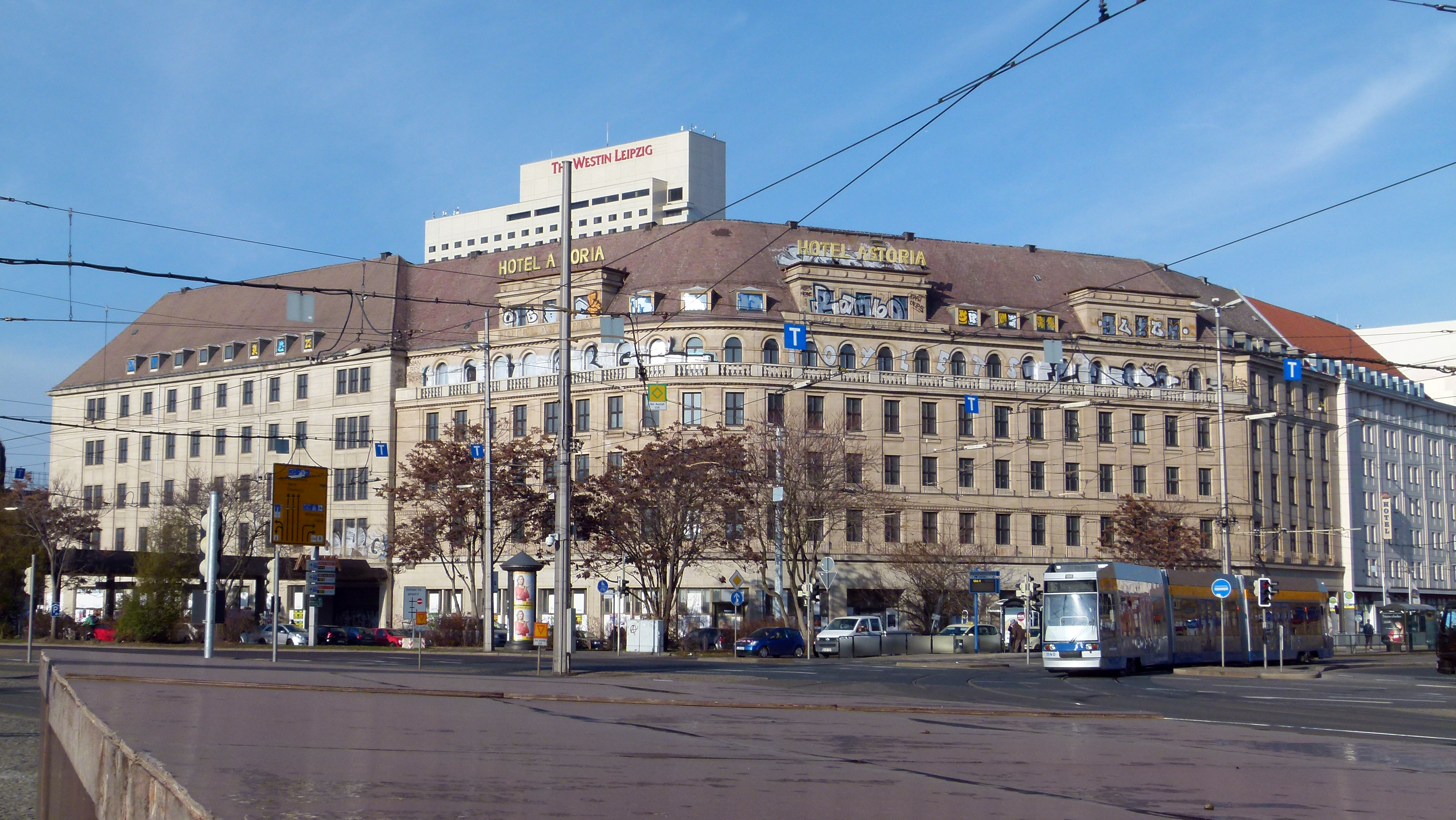
Das Hotel Astoria am Hauptbahnhof in Leipzig gehört seit 2016 der Intown Group, 2012
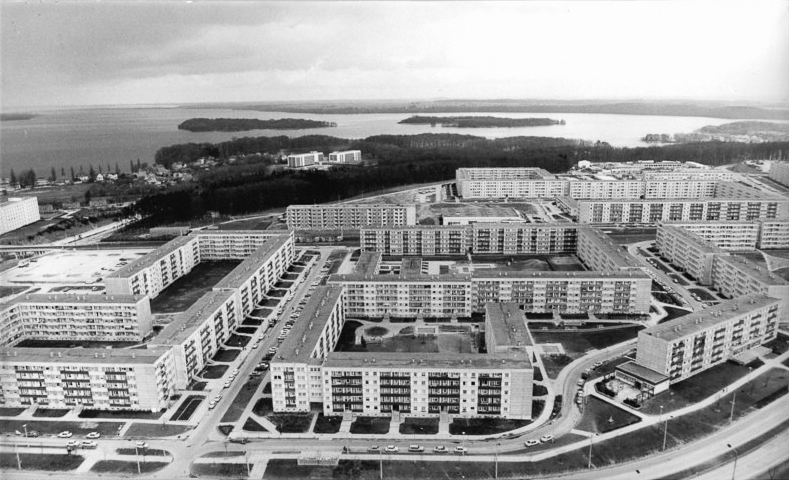
Großer Dreesch, Plattenbausiedlung in Schwerin mit 622 Wohnungen, 1985
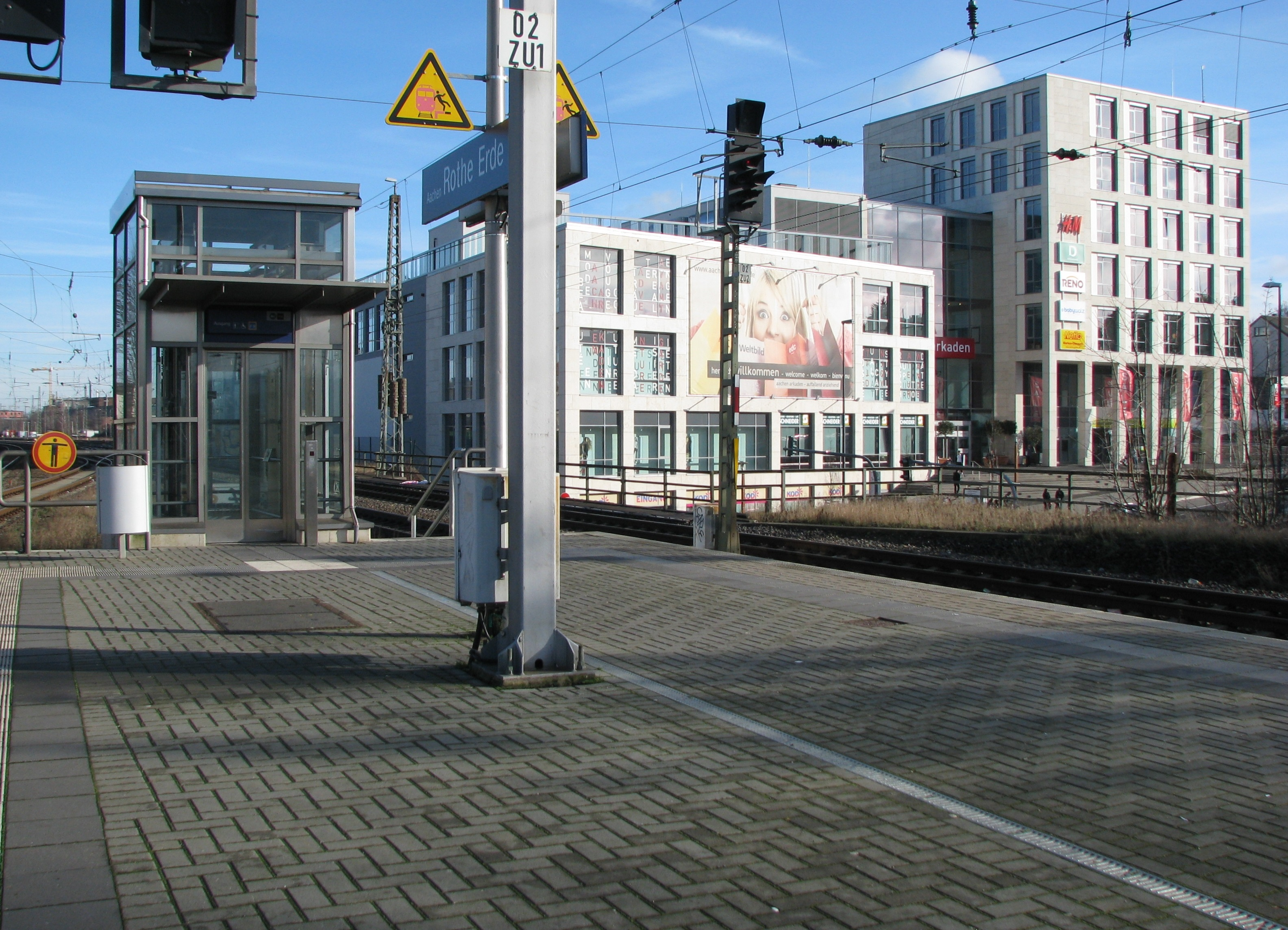
Aachen Arkaden vom Bahnhof Rothe Erde aus gesehen, 2012

## Zitat
„An der Tür ein Aushang mit Tochterfirmen. Jede neue Immobilie – eine neue Firma, um Haftung und Steuern zu begrenzen.“

## Filme
- Schlimmer wohnen. Mieter in verkauften Sozialwohnungen. Fernseh-Reportage, Deutschland, 2017, 10:25 Min., Buch: Aurelia Kanetzky und Tonja Pölitz, Regie: Tonja Pölitz, Produktion: ZDF, Redaktion: frontal 21, Erstsendung: 4. Juli 2017 bei ZDF, Inhaltsangabe von ZDF, online-Video. Zum Zustand der Wohnungen der von Intown übernommenen Plattenbauten in Schwerin und der Investitionspraxis der Unternehmensgruppe.

- Firmengeflechte: Wem gehören unsere Wohnungen? Fernseh-Reportage, Deutschland, 2019, 29:59 Min., Buch: Lena Gürtler, Nils Naber, Susanne Tappe, Produktion: NDR, Redaktion: Panorama 3, Erstsendung: 10. April 2019 bei NDR Fernsehen, Inhaltsangabe von NDR, online-Video, u. a. zu den Eigentümern in Israel.[55]